# Aleksandr Fersman

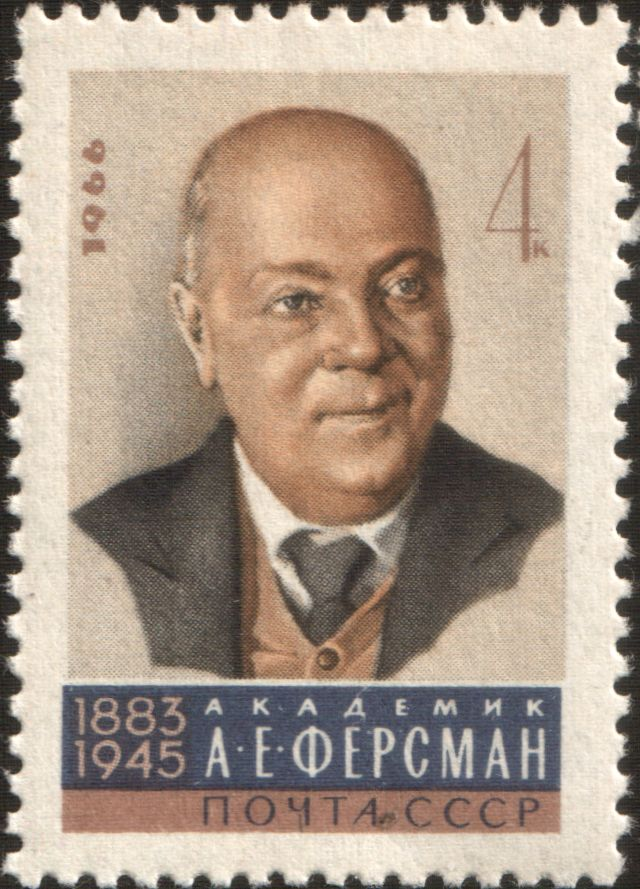
Aleksandr Fersman na znaczku sowieckim

Aleksandr Jewgienjewicz Fersman, ros. Александр Евгеньевич Ферсман (ur. 8 listopada 1883 w Sankt-Petersburgu, zm. 20 maja 1945 w Soczi) – rosyjski mineralog i geochemik. Badał i odkrył wiele złóż kopalin. Był jednym z twórców geochemii. Pełnił funkcję profesora Uniwersytetu Moskiewskiego, był także członkiem Akademii Nauk ZSRR.